# Theo Tarver
Theo Tarver (* 9. Juli 1984) ist ein US-amerikanischer Basketballspieler.